# Аскарово (Абзеліловський район)
Аска́рово (рос. Аскарово, башк. Асҡар) — село, центр Абзеліловського району Башкортостану, Росія. Адміністративний центр Аскаровської сільської ради.
Населення — 7634 особи (2010; 7067 в 2002).
Національний склад:
- башкири — 91 %

Поблизу села є природна популяція горицвіту, яку визнано пам'яткою природи.

## Уродженці
- Лутфуллін Ахмат Фаткуллович (1928—2007) — башкирський радянський живописець.

## Галерея

Панорама села

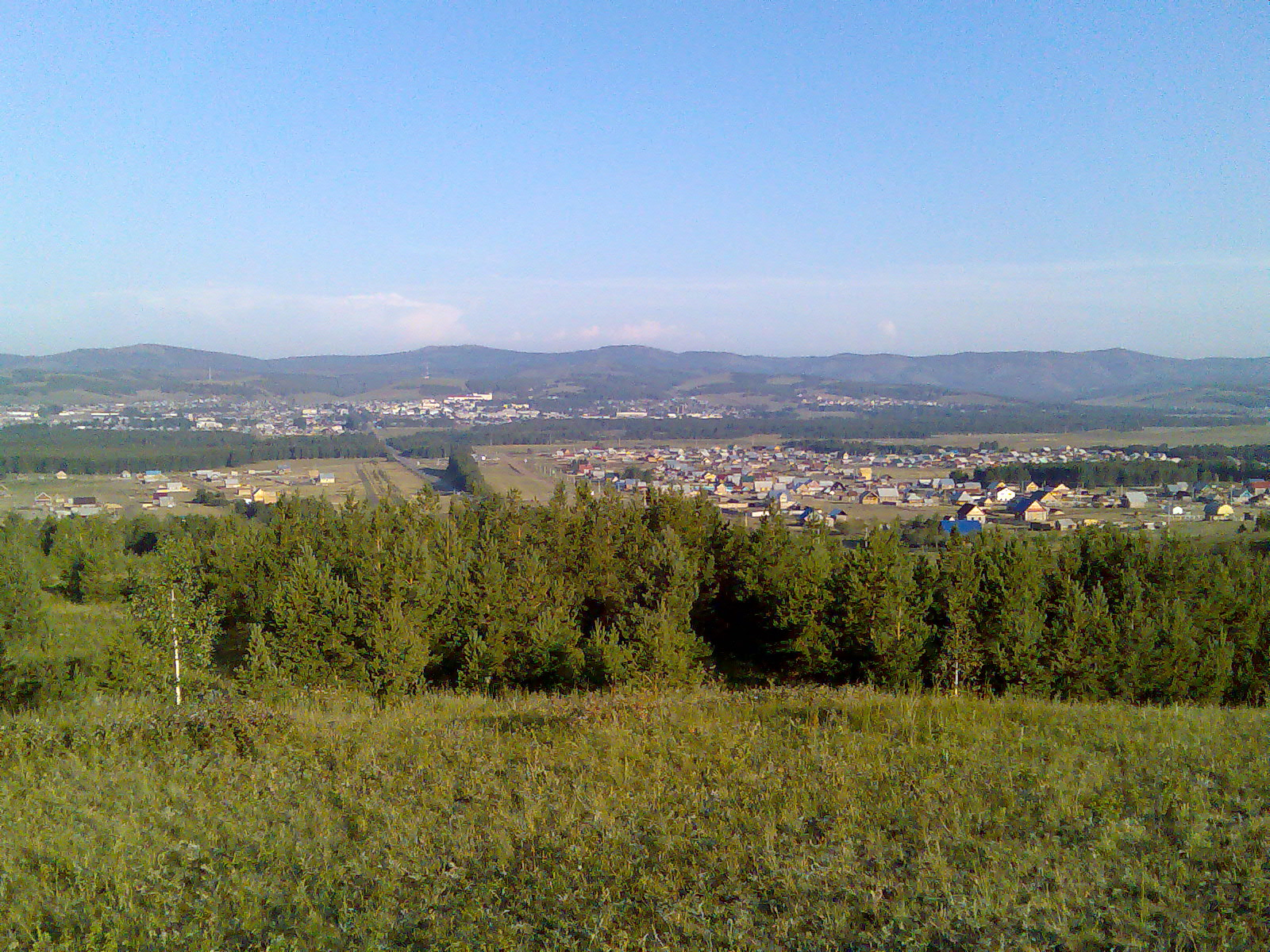
Вид на село з хребта Курятмас
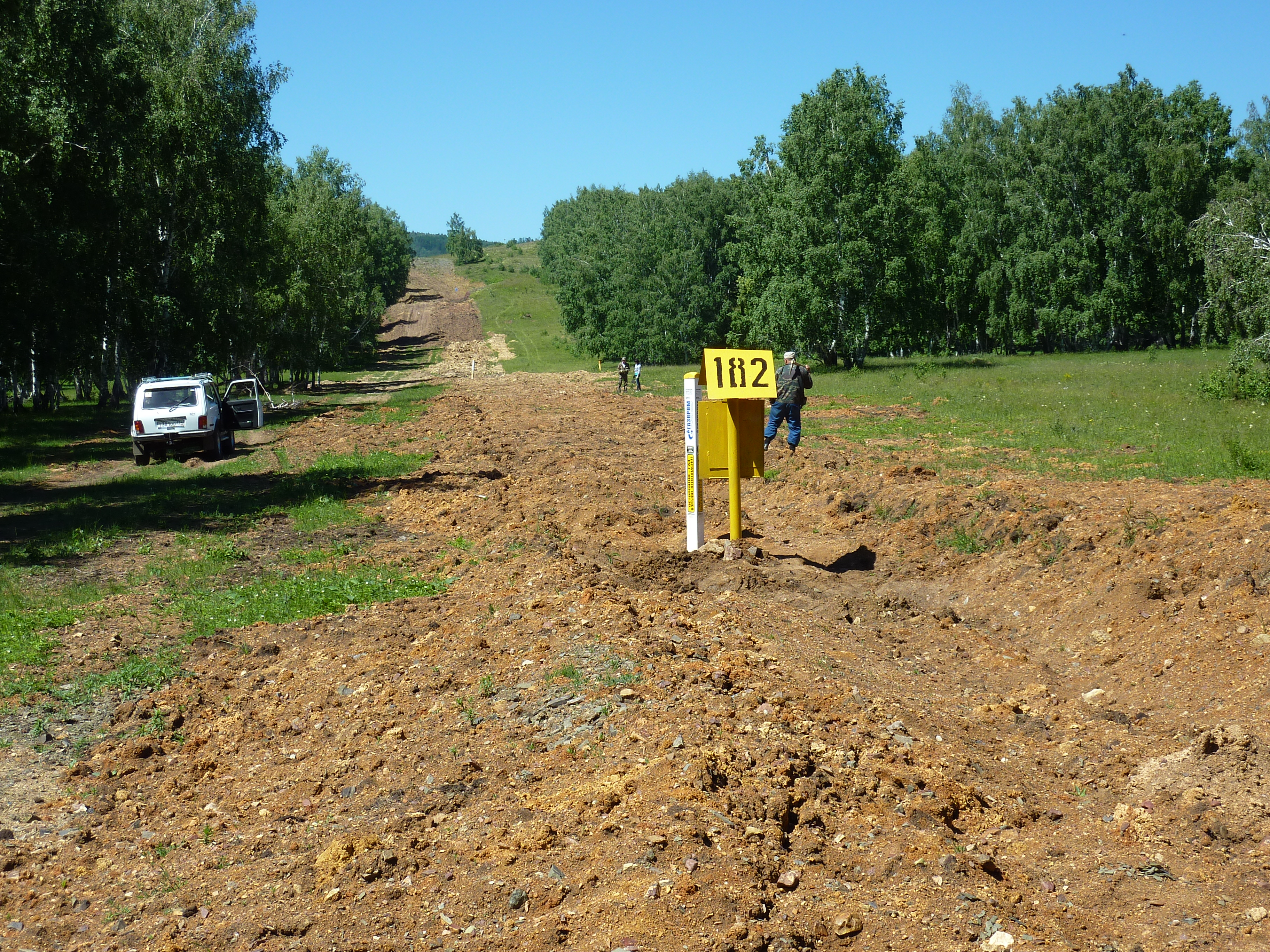
Газопровод поблизу села
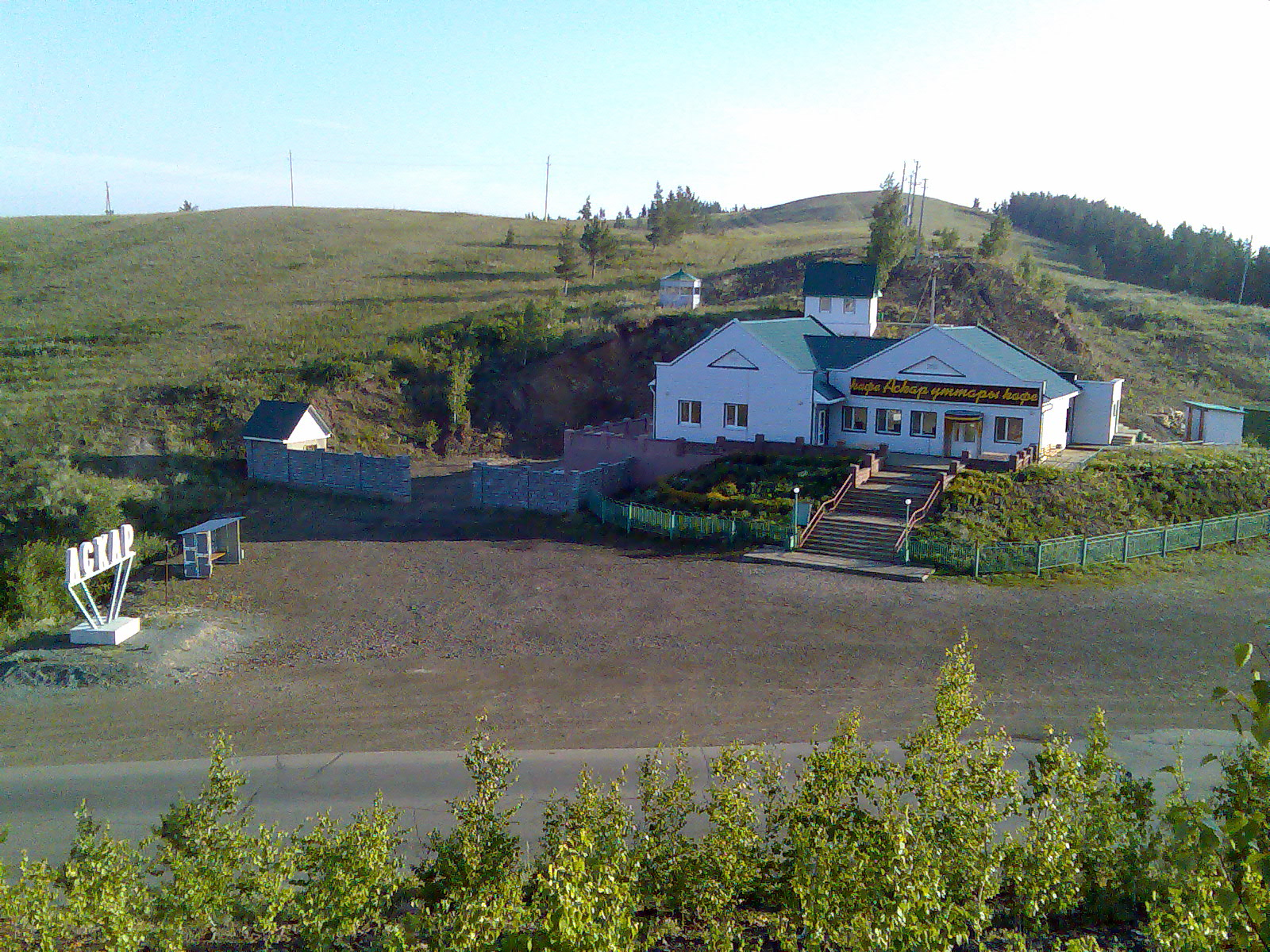
Придорожнє кафе